# Камышта (посёлок станции)
Камышта — посёлок станции в Аскизском районе Хакасии, входит в Усть-Камыштинский сельсовет. 

## История
Образован в 1960.

## География
Находится в 17 км к северу от райцентра — села Аскиз.
Посёлок расположен на железной дороге Абакан — Новокузнецк. 

## Население
| 2002 | 2010 |
| ---- | ---- |
| 133  | ↘126 |

Число хозяйств — 50, население — 145 человек (01.01.2004), в том числе русские, хакасы. 

## Транспорт
В посёлке находится одноимённая железнодорожная станция.